# 大名貸
大名貸（だいみょうがし）とは、大坂・京都・江戸などの有力商人によって財政窮乏に苦しむ大名（藩）に対して行われる金融のこと。なお、自領内の商人からの融資については御用金の名目で行われていたため、大名貸の範疇には含まれないとされている。また、大名貸ほど多額ではないものの、旗本などの中小領主による領主貸（りょうしゅがし）の事例もある。債権者は京・大坂では「銀主」、江戸では「金主」と呼んでいた。

## 概要

### 藩の経済
江戸時代における藩の経済は、表向きは兵農分離と石高制の原則に基づいた自給自足的な体制（藩閉鎖経済）によって運営されていたが、実際の幕藩体制において、全ての物資を自給自足可能な藩は存在せず、加えて参勤交代や御用普請などの公儀（江戸幕府）の命令に基づく事業を遂行するためには、全国的な貨幣である幕府発行正貨の調達と中央市場への依存が不可欠であった。
そこで、藩は年貢米や特産品を江戸や大坂にて売却してその代金（幕府発行正貨）あるいはそれを以って購入した必要物資を国許あるいは江戸屋敷に送金して経費にあてた。こうした取引は循環的かつ継続的に毎年繰り返されるが、正貨獲得時期と正貨支出時期が一致するとは限らず、正貨獲得以前に支出を要する場合には、販売予定の年貢米や特産品を担保として有力商人（特に蔵屋敷に出入りする蔵元や掛屋）から金銀を借りて、実際に入ってきた年貢米や特産品を以って返済することになる。
大名貸は、言うなれば、石高制・儒教的農本主義に基づく米納年貢制による歳入制度と商品経済・貨幣経済の発展によって信用経済の発生まで見ていた貨幣制度による歳出制度の矛盾を補完する制度であった。

### 江戸時代初期
江戸時代初期には伝統的に有力商人が多かった京都の商人からの借り入れも多かったが、京都自体の経済的地位の低下によって大名貸との関係が薄くなった。
関東・東北を中心に江戸商人との取引も行われ、江戸商人による大名貸の例もみられるが、江戸は江戸幕府本体及びその親衛隊として江戸に常住した旗本の年貢米・特産品の売却地でもあり、幕府財政安定を意図した米価維持のための諸藩への廻米制限令が出されることもあり、藩にとっては安定した資金調達先にはなり得なかった。
結果的にほとんどの藩が蔵屋敷を設置し、江戸よりも幕府による制約が少ない大坂に資金調達先が求められ、大坂の蔵元・掛屋・両替商などが大名貸の有力な担い手となっていった。また、大名貸に伴う大坂から江戸への貨幣の流出は、江戸商人による大坂からの物資買付とともに、武士とその生活を支える商工業者による消費都市江戸と「天下の台所」と呼ばれる大坂との間に高度な為替の仕組を生み出す間接的な要因にもなった。
当初は藩財政も比較的規模が小さく財政も安定していたために、世間相場より低利で、無担保（素貸）にて行われることも珍しくは無かった。

### 江戸時代中期
だが、江戸時代中期に入ると経常的・臨時的（例:勅使・朝鮮通信使の接待や将軍の日光社参参詣の供奉など）の両面における財政支出の拡大に加えて享保3年（1718年）以後の米価の低落傾向によって財政難に拍車がかかり、恒常的な借り入れ関係が生じ、更に領内の凶作によって蔵屋敷への年貢米（蔵米）や特産品（蔵物）搬入が減少するなどで売却代金によって返済しきれなくなる事態も生じた。
それでも不足額を「証文貸」と称して元利金を複数年にわたる売却代金からの分割返済によって行われれば、一応はきちんと返済したものとみなされた。だが、どの藩も財政難は深刻化する一方であり、藩側による蔵元・掛屋の解任や証文の破棄などによる一方的な債務破棄（踏み倒し）やこれに伴う商人の破産、反対に中小藩の中には商人側からの取引打切通知を受ける藩も現れ、更に江戸幕府も大名救済と商業抑制のために宝暦11年（1761年）以後、幕府御用金の藩への実質的な貸付や幕命から商人に対して親藩への強制的な貸付命令を行うようになった。
極端な場合として領内の凶作にもかかわらず、貸付の停止を恐れた藩が農民から強制的に徴収して蔵屋敷に送って、同一年の年貢米を担保に複数の商人から融資を受ける例や、返済実績の確保を行ったために蔵屋敷に大量に米が送られているにもかかわらず領内は飢饉で餓死者が出るという「飢饉移出」が発生して餓死者の発生に伴って耕作者のいない田畑が発生して更なる財政収入の悪化をもたらして更なる大名貸を依頼するという悪循環が発生した例もあった。そのため、大名貸の危険（リスク）は高くなる一方で、利潤率は低下するようになった。
だが、慢性的な財政難に苦しむ借手側の藩も勿論のこと、既に多額の貸付を抱えてしまった貸手側の商人も全ての大名貸から手を引けるような状況ではなくなりつつあった。このため、借手側の藩は商人に対して扶持米を与えて藩士と同様の待遇を与えるなどの厚遇策によって商人の関係断絶を回避し、貸手側の商人は締貸し・分貸しなどの融資額の制約を設定したり枝手形を発行して投資者を募ることで危険の分散を図った。また、草間直方や石田敬起（大根屋小右衛門）のように藩政改革に助言を行って藩財政の再建に協力することで、自らの持つ債権の踏み倒しを回避しようとする商人も存在した。
更に大坂堂島米会所に所属する米仲買・米方両替である「浜方」と呼ばれる商人から、米切手を担保として融資を受ける浜方先納と呼ばれる融資を得ることもあったが、この方法は通常の大名貸の方法では融資が受けられなくなった藩が採ることが多かった。

### 明治
廃藩置県後、明治政府は旧藩の債務を整理したが、その際7413万両のうち3486万両分しか認めず、認めた分も長期の公債による分割支払いとした（藩債処分）。このため、大阪（大坂）の両替商などの経営に大打撃を与え、近代金融資本への転換における大きな足枷の1つになった。

## お断わり
借金返済が不可能になった大名家からの、一方的な債務破棄を「お断わり」といい、これは現代の「モラトリアム宣言」に相当する。
享保年間に三井家3代目当主・三井高房が書いた『町人考見録』には、このお断わりによって破産した京都の町人48家の具体例が記されている他、肥後熊本藩の細川家は、「細川家は前々から不埒なる御家柄にて、度々町人の借金断りこれあり」と「お断わり」を繰り返していたと書かれている。
その一方で、儒学者・熊沢蕃山は著書『大学惑問』で、「お断わり」を大名家の財政改革の手段と言い、債権者を害さずに借金を無くすには無利息にして債権者の孫・曾孫の代までに返済すればよい、と「お断わり」を肯定する考えを展開している。